# Liste der Stolpersteine in Penzlin
In der Liste der Stolpersteine in Penzlin werden die vorhandenen Gedenksteine aufgeführt, die im Rahmen des Projektes Stolpersteine des Künstlers Gunter Demnig bisher in Penzlin verlegt worden sind.

## Verlegte Stolpersteine
| Adresse                      | Name                | Inschrift | Verlegedatum  | Bild                                                       | Anmerkung                               |
| ---------------------------- | ------------------- | --- | ------------- | ---------------------------------------------------------- | --------------------------------------- |
| Bahnhofstraße 14a (Standort) | Georg Pinkus        | Hier wohnte Georg Pinkus Jg. 1891 ‘Schutzhaft’ 1938 Zuchthaus Alt-Strelitz deportiert 1942 ermordet in Auschwitz | 20. März 2018 | Stolperstein Penzlin Bahnhofstraße 14a Georg Pinkus        | geboren am 27. September 1891 in Xions  |
| Bahnhofstraße 14a (Standort) | Herta Pinkus        | Hier wohnte Herta Pinkus geb. Jacob Jg. 1883 deportiert 1942 ermordet in Auschwitz                               | 20. März 2018 | Stolperstein Penzlin Bahnhofstraße 14a Herta Pinkus        | geboren am 4. September 1883 in Penzlin |
| Bahnhofstraße 14a (Standort) | Werner Pinkus       | Hier wohnte Werner Pinkus Jg. 1922 mit Fluchthilfe Schweiz England                                               | 20. März 2018 | Stolperstein Penzlin Bahnhofstraße 14a Werner Pinkus       |                                         |
| Bahnhofstraße 14a (Standort) | Johanna-Lore Pinkus | Hier wohnte Johanna-Lore Pinkus Jg. 1924 deportiert 1941 Łodz/Litzmannstadt ermordet                             | 20. März 2018 | Stolperstein Penzlin Bahnhofstraße 14a Johanna-Lore Pinkus | geboren am 7. August 1924 in Waren      |